# 山万ユーカリが丘線
ユーカリが丘線（ユーカリがおかせん）は、千葉県佐倉市にあるユーカリが丘ニュータウンにおいて、ニュータウンの開発会社である山万が運営する新交通システムで、同市のユーカリが丘駅を起点とするラケット状の線形のAGT路線である。

## 概要
不動産会社である山万の鉄道事業本部が運営しており、6つある駅は各駅ともニュータウンの住居から徒歩10分圏内になるよう配置されている。異業種からの鉄道事業への参入は珍しい（「鉄道事業者#異業種からの参入」を参照）。しかし「鉄道事業に新規参入し、開通後も自社で運営を続ける」という経営判断は、当時の運輸省から「不動産屋が鉄道を走らせるとは何事だ」と難色を示され、実現までに多くの調整を余儀なくされた。
第三セクターを除く純民間企業経営のAGTとしては日本初の事例であり、2021年（令和3年）時点でも日本における純民間資本によるAGTはこの路線と西武鉄道山口線の2路線しか存在しない。なお、西武鉄道は普通鉄道も運営しているためAGTのみを運営する純民間の交通事業者の路線はここだけになる。
鉄道事業法に基づく「鉄道」で、愛知県小牧市にあった桃花台新交通桃花台線が廃止となった2006年（平成18年）10月1日以降は、日本のAGTで唯一の案内軌条に中央案内式を採用したものとなっている。この方式は日本車輌などが開発した「VONA」と呼ばれるもので、ユーカリが丘線開業以前には千葉県習志野市にあった谷津遊園のアトラクションとして設置されていた。
ユーカリが丘駅 - 公園駅の区間は両方向に運転される単線、公園駅 - 女子大駅 - 公園駅の区間は片方向にのみ運転される環状線になっており、ユーカリが丘駅を出発した列車は公園駅から環状線を反時計回りに環状運転して、公園駅から再びユーカリが丘駅に戻る。全行程の所要時間は14分。逆方向に運転される列車はない。ユーカリが丘駅に戻る際には車両の向きが出発時とは前後逆となり、そのまま折り返し運転が行われる。
全線でワンマン運転（都市型ワンマン方式）を行っている。当初は車内放送が自動ではなく、次駅放送は運転士が行っていたが、後に女性の音声による自動案内放送が行われるようになった。2022年（令和4年）12月ごろからは別の女性声優による放送に更新され、同時に英語放送も導入された。

### 路線データ
- 路線距離（営業キロ）：4.1 km
- 車両基地内線：0.2 km
- 案内軌条：中央案内式
- 分岐装置：水平回転式
- 駅数：6駅（ユーカリが丘駅・地区センター駅・公園駅はそれぞれ1駅として計上）
- ホーム有効長：35 m、標準幅員2 m以上
- 複線区間：なし（全線単線）
- 電気方式：直流750 V
- 最高速度：50 km/h[3]
- 最大勾配：45 ‰
- 最小曲線半径：40 m
- 閉塞方式：特殊自動閉塞式[8]

## 運賃
運賃は均一制となっており、2021年（令和3年）9月時点で大人200円・小児100円。定期乗車券や回数乗車券もある（いずれも全線有効）。乗車券は自動券売機と窓口で販売されている。
PASMOやSuicaなどのIC乗車券は使用できず、2009年（平成21年）に行われた国土交通省による業務監査においても「（ICカード式乗車券を）導入する予定はない」と回答している。
キャッシュレス決済については2024年6月15日より顔認証を用いた乗車システム「ユーカリPASS」を導入している。磁気券で発売していた乗車券のうち、普通乗車券についてはQRコード乗車券に、通勤定期券は顔認証システムに移行する。
一日乗車券は500円、二日乗車券は800円で販売されており、各駅の券売機やユーカリPASSで購入できる。ユーカリPASS導入以前は一日乗車券はユーカリが丘駅のみで販売されていた（二日乗車券は設定のみで販売無し）。
2024年6月14日以前に発売された磁気定期券並びに一日乗車券などのその他の乗車券に対応するために、磁気券専用改札機も別に設置しており、山万も公式ホームページでそれらは磁気券専用改札機を利用するよう告知している。
例年7月下旬に公園駅付近で開催される「ユーカリ祭り」期間中の16時から21時までは無料運行となっていたが、2017年（平成29年）より有料運行となった。

## 安全性
当路線は1982年（昭和57年）の開業以来、2014年（平成26年）時点で人身事故などの運行障害の発生がなく、無事故運転を継続している。山万は運転業務の功績が優秀と認められる「鉄道等の運転無事故事業者」として10期連続10回（当路線の一期は3年）の国土交通省関東運輸局長表彰を受けている。2014年（平成26年）には10期連続表彰を記念し、記念硬券乗車券を発売した。また山万は2013年（平成25年）10月、多年にわたり鉄道輸送統計調査の趣旨を理解し正確かつ迅速な報告に努め、国土交通業務に貢献した功績により「第20回「鉄道の日」鉄道関係功労者大臣表彰（鉄道輸送統計調査関係（事業者）部門）」国土交通大臣表彰を受けた。

## 車両
1000形
1100形-1300形-1200形で組成される3両編成3本が在籍する。中間車はモーターのない付随車である。主制御器、主電動機、車内電源用の電動発電機（5 kVA）などの主要電機品は東洋電機製造が担当している。
ユーカリが丘にちなんで、ユーカリを主食とするコアラから「こあら号」の愛称があり、編成ごとに「こあら1号」「こあら2号」「こあら3号」と名付けられている。冷房装置は搭載されていない。鉄道事業部の部長によれば「開業当時は現在ほど冷房が普及していなかった」という。輸送規模に合わせて小型の特殊車両を採用したため、現在も技術・コストの両面で搭載は難しい。2018年（平成30年）からは車内でクーラーボックスに入った紙おしぼり、2021年（令和3年）からはうちわのサービスも開始された。
「こあら号」の愛称と前面のコアラのマークは開業10周年の1992年（平成4年）から付けられた。
2007年（平成19年）2月末より、開業25周年記念ステッカーを各編成の運転台下に貼付して運行している。このステッカーは編成により色が異なり、第1編成は緑、第2編成は赤、第3編成は黄色がベースになっており、コアラの顔の縁取り部分が路線図になっている。
各編成とも行先表示器は2008年（平成20年）2月にLED式に交換され「ユーカリが丘線」のロゴと「ワンマン」を常時表示するようになった。また同年6月から行先表示器は運転台からの操作により変更可能となった。主な表示は、「ユーカリが丘線（緑色）」のロゴと「ワンマン」「女子大（赤色）」のロゴと「ワンマン」（女子大は点滅している）、「回 送（赤色）」、ユーカリ祭りでの増発車両で表示される「臨 時（赤色）」である。
開業30周年を迎えた2012年（平成24年）10月には再リニューアルされた。営業車両の3編成の側面には同時期に登場した「こあらファミリー」のラッピングが施され、前面については第1編成の「こあら1号」が「ココ」、第2編成の「こあら2号」が「ララ」、第3編成の「こあら3号」が「こあらファミリー」のステッカーへと変わった。また、運転台下にも30周年記念仕様のステッカーが貼付された（25周年時と同様、編成により色が異なる）。
開業40周年を迎えた2022年（令和4年）12月ごろには、ドアチャイムが搭載された。

車両
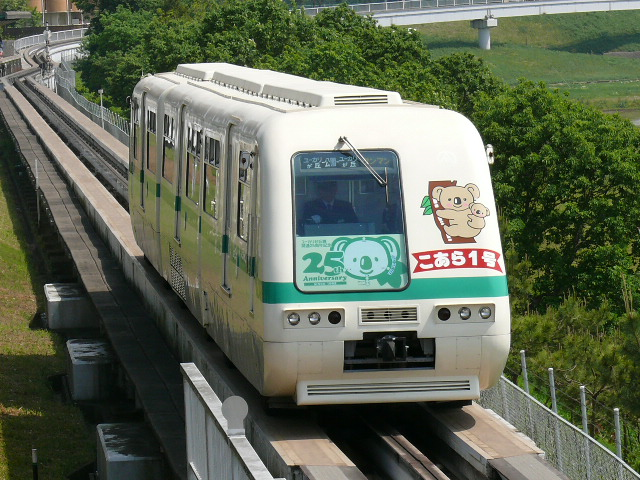
第1編成（こあら1号）（2007年5月5日、女子大駅 - 中学校駅間）
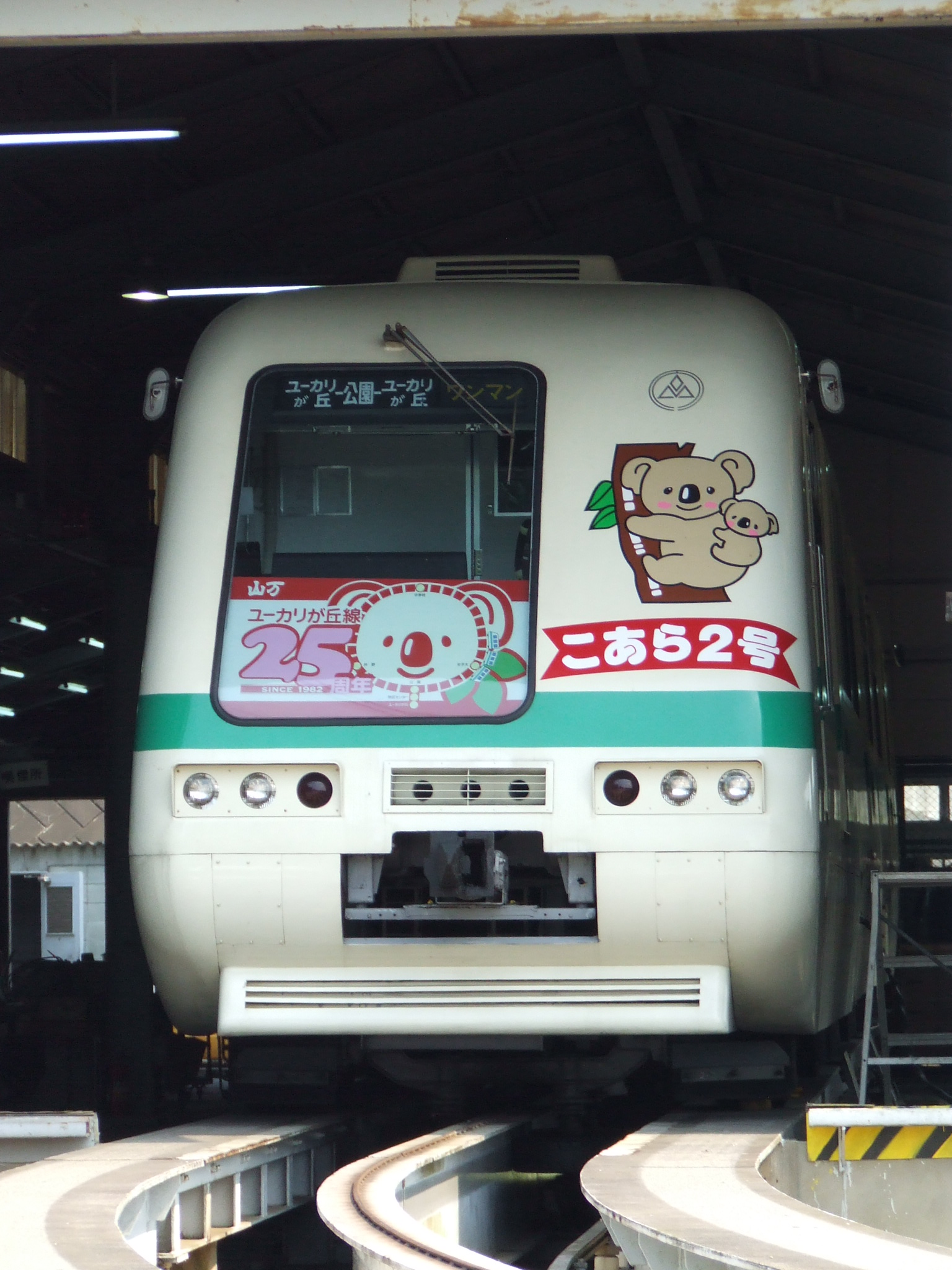
第2編成（こあら2号）（2007年8月11日、ユーカリが丘車両基地）
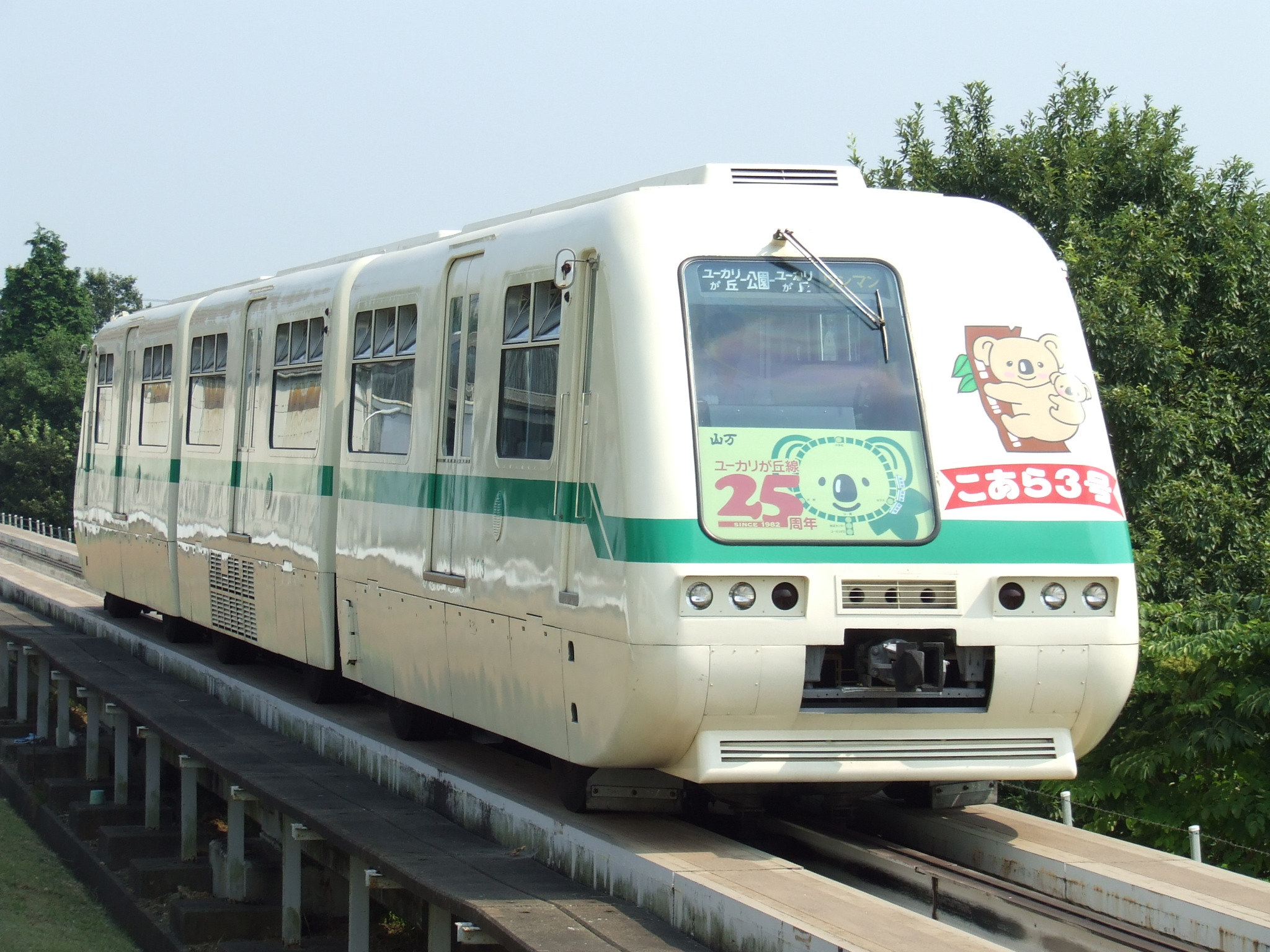
第3編成（こあら3号）（2007年8月11日、ユーカリが丘車両基地）
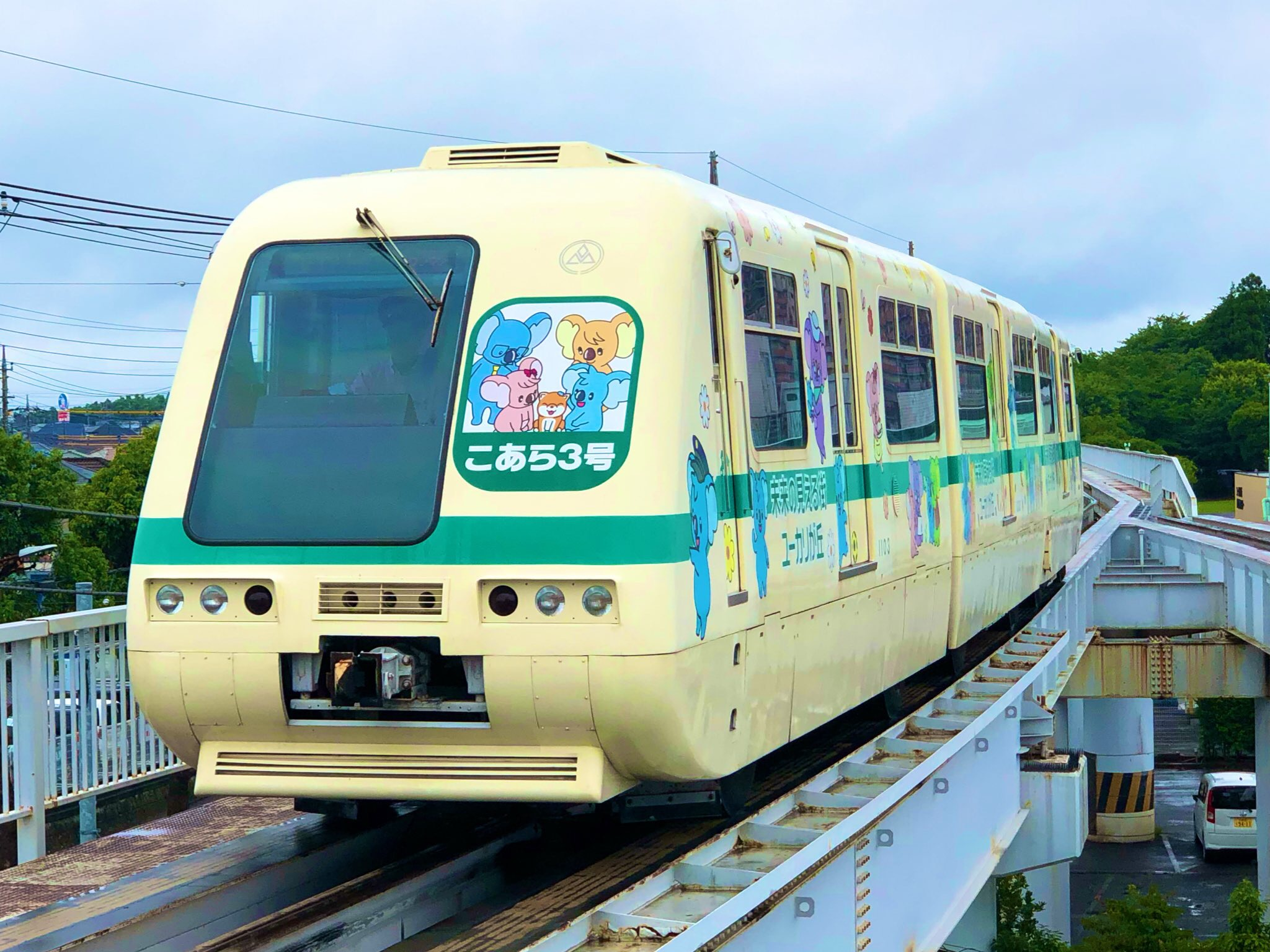
第3編成（こあら3号）リニューアル後（2019年7月16日、公園駅）

車内
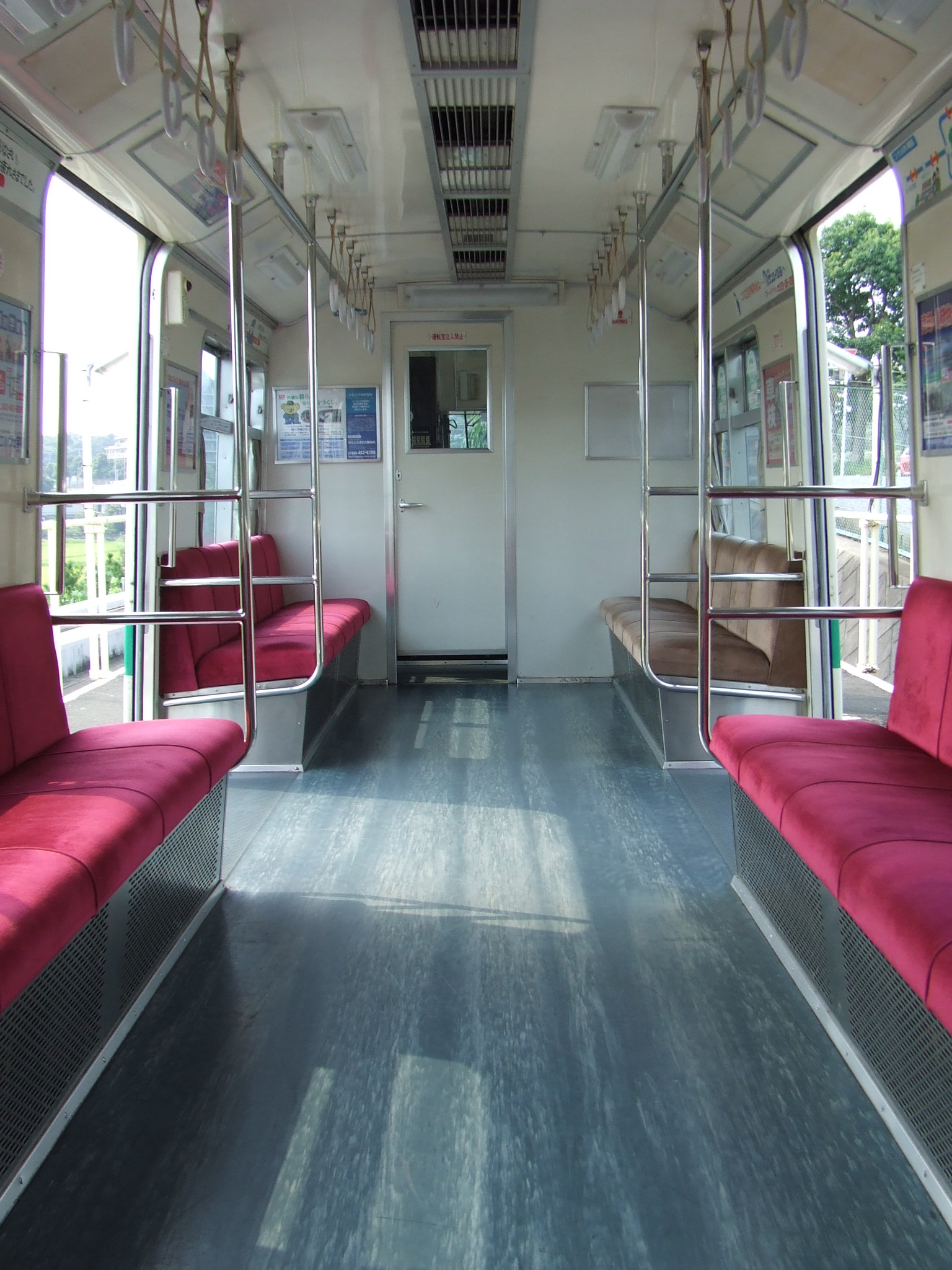
車内
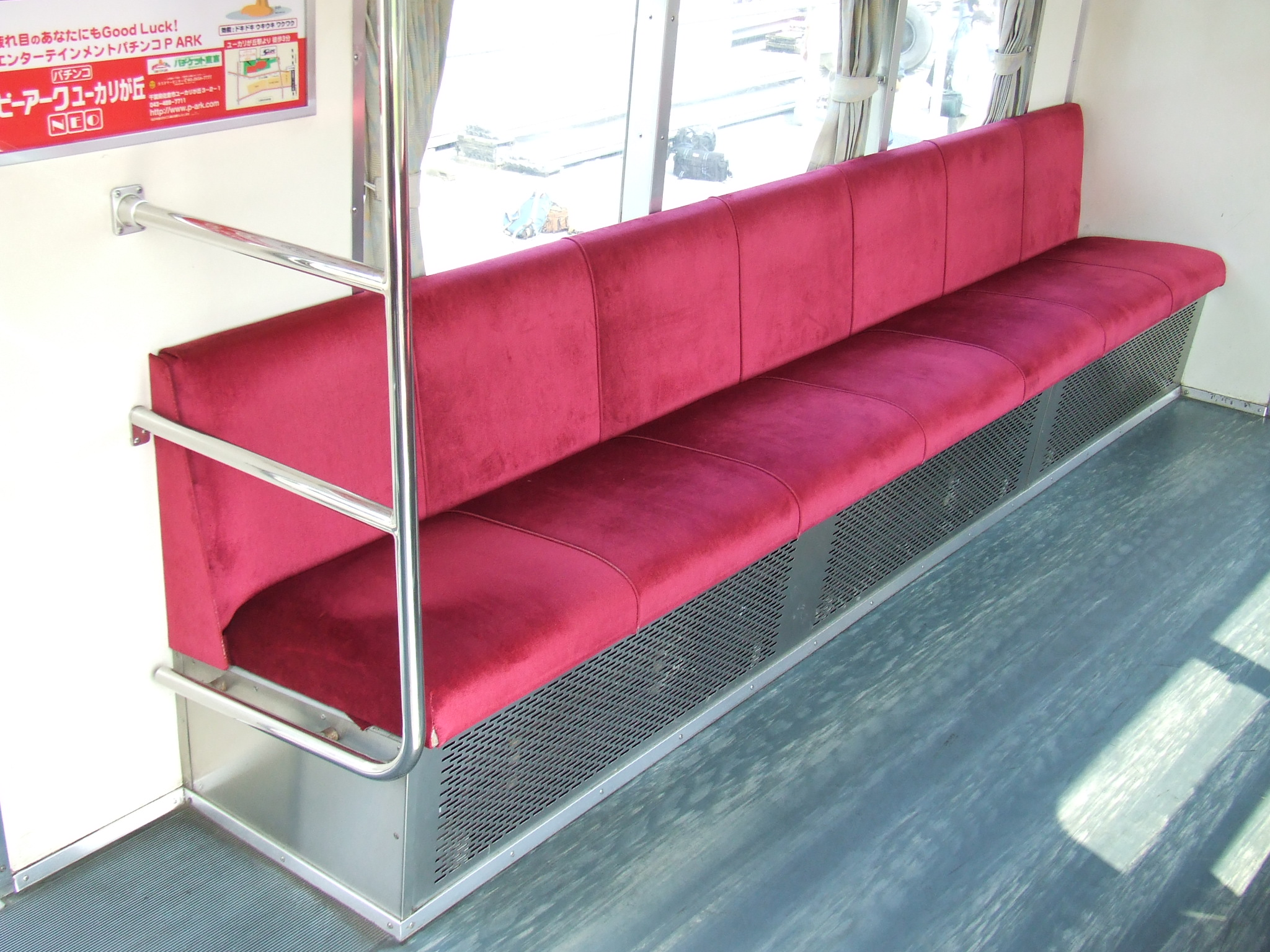
座席
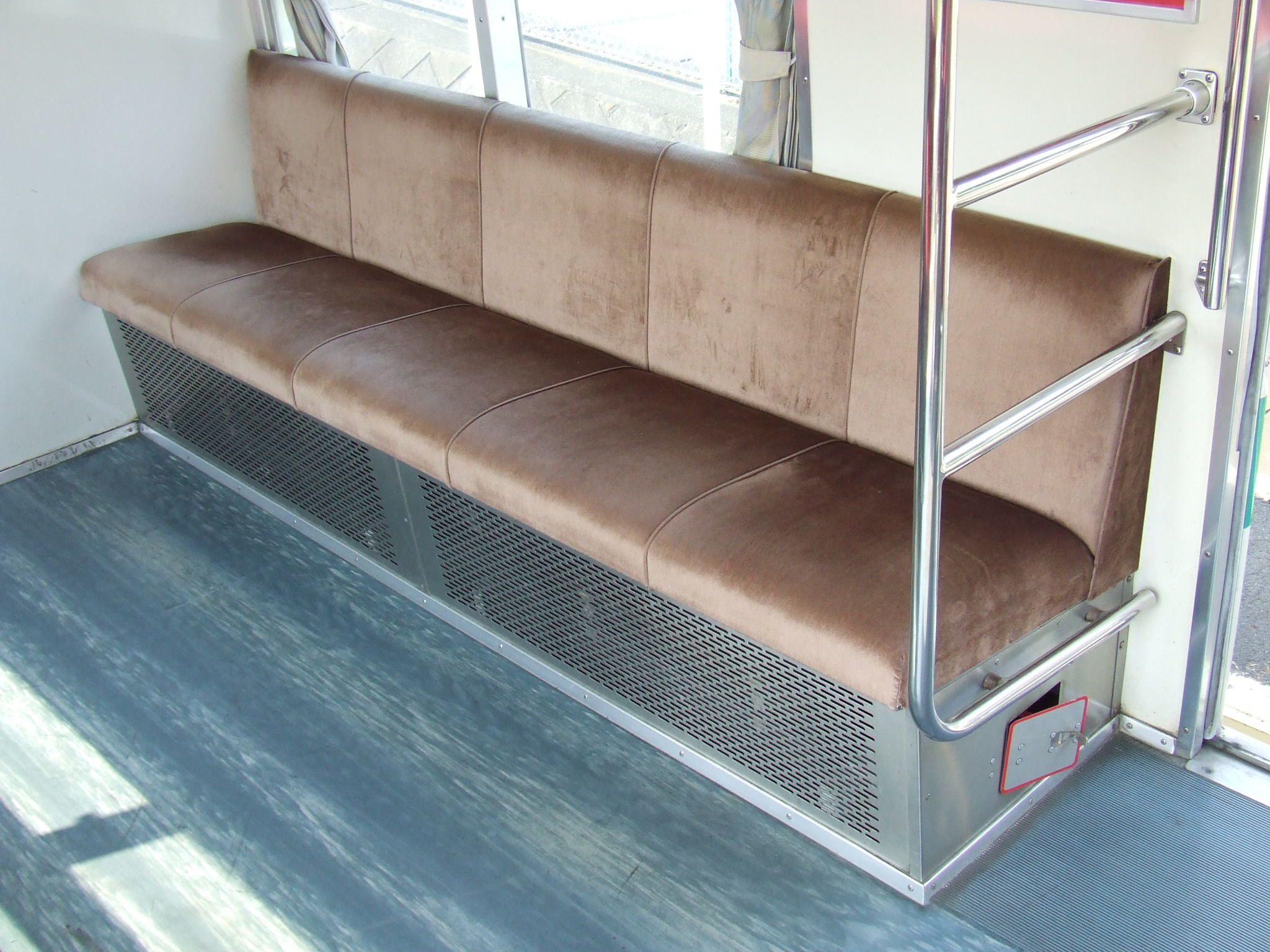
優先席
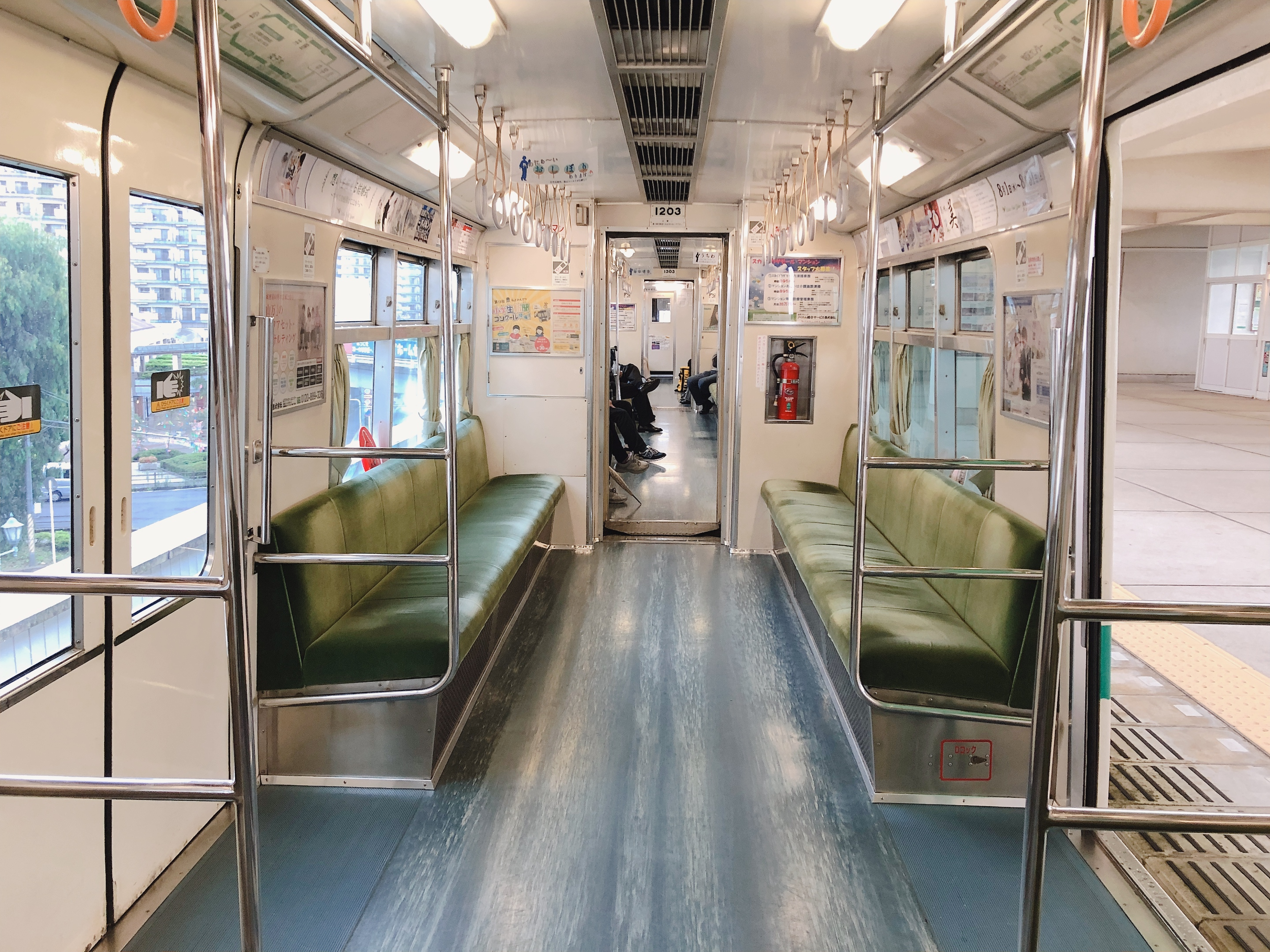
車内 リニューアル後（第3編成：こあら3号）（2019年7月16日）

## 歴史
- 1982年（昭和57年）11月2日：ユーカリが丘駅 - （女子大駅） - 中学校駅間開業[1]。
- 1983年（昭和58年）9月22日：中学校駅 - （井野駅） - 公園駅間開業により全線開業[1][2][2]。環状運転開始[2]。
- 1992年（平成4年）12月3日：地区センター駅開業[1]。
- 2011年（平成23年）
  - 3月11日：東北地方太平洋沖地震（東日本大震災）が発生し、この日から全線運休となる。
  - 4月1日：全線で運転を再開。ただし7日まで昼間は運休してバス代行を実施[23]。
- 2021年（令和3年）9月15日：顔認証乗車システムの実証実験を2022年1月末まで実施[注釈 3][24]。
- 2024年（令和6年）
  - 6月14日：同日をもって、磁気による乗車券・定期券の発売を終了[注釈 4][25]。
  - 6月15日：顔認証乗車システム「ユーカリPASS」並びにQRコード乗車券を導入[25][11][12]。

## 駅一覧
- 全駅が千葉県佐倉市に所在。
- 線路（全線単線） … ｜：単式ホーム1面1線、◇：島式ホーム1面2線

| 駅名           | 駅間キロ | 営業キロ | 接続路線        | 線路 |
| -------------- | -------- | -------- | --------------- | ---- |
| ユーカリが丘駅 | -        | 0.0      | 京成電鉄： 本線 | ｜   |
| 地区センター駅 | 0.6      | 0.6      |                 | │    |
| 公園駅         | 0.5      | 1.1      |                 | ◇    |
| 女子大駅       | 0.9      | 2.0      |                 | │    |
| 中学校駅       | 0.8      | 2.8      |                 | ｜   |
| 井野駅         | 0.8      | 3.6      |                 | │    |
| 公園駅         | 0.5      | 4.1      |                 | ◇    |
| 地区センター駅 | 0.5      | 4.6      |                 | │    |
| ユーカリが丘駅 | 0.6      | 5.2      | 京成電鉄： 本線 | ｜   |

- 上記の順で（上から下へ）各駅に停車するため、逆方向（下から上へ）の運行はない。
  - ユーカリが丘・地区センター・公園の各駅は2回記載されているが全く同一の駅であり、2回目は1回目とは進行方向が逆となる。また、ユーカリが丘と地区センターの両駅では両方向とも同一ホームへ停車する。
  - 女子大・中学校・井野の各駅では一方向のみの運行である。
- 車両基地は女子大駅の横にある。2025年3月31日までは出入庫のために1日数本女子大駅発着の列車が存在したが（2023年11月1日のダイヤ改正以降は土休日のみ運行）[26]、2025年4月1日のダイヤ改正で廃止された[27]。
- バリアフリー設備として女子大駅・中学校駅にスロープが設置されている。また、ユーカリが丘駅と公園駅にエレベーターが設置されている[28]。
- 駅係員がいるのはユーカリが丘駅と公園駅のみで、他は全て無人駅である。

## 輸送・収支実績
| 年度 | 旅客輸送人員（千人） | 一日1Km平均通過人員（人） | 鉄道業営業収入（千円） | 鉄道業営業費（千円） |
| ---- | -------------------- | ------------------------- | ---------------------- | -------------------- |
| 1982 | 63                   | 654                       | 14,236                 | 55,893               |
| 1983 |                      |                           |                        |                      |
| 1984 | 272                  | 348                       | 58,823                 | 263,406              |
| 1985 | 276                  | 371                       | 65,813                 | 267,216              |
| 1986 | 291                  | 411                       | 64,720                 | 239,435              |
| 1987 | 335                  |                           | 77,046                 | 248,282              |
| 1988 | 416                  | 600                       | 84,505                 | 305,715              |
| 1989 | 560                  | 838                       | 99,358                 | 246,871              |
| 1990 | 549                  | 822                       | 114,833                | 294,666              |
| 1991 | 566                  | 842                       | 127,998                | 337,678              |
| 1992 | 573                  | 833                       | 120,334                | 317,659              |
| 1993 | 571                  | 856                       | 129,488                | 398,887              |
| 1994 | 603                  | 847                       | 129,698                | 395,992              |
| 1995 | 649                  | 898                       | 136,327                | 407,689              |
| 1996 | 657                  | 897                       | 233,829                | 370,090              |
| 1997 | 666                  | 904                       | 221,881                | 363,361              |
| 1998 | 728                  | 981                       | 235,775                | 304,898              |
| 1999 | 731                  | 990                       | 232,860                | 305,080              |
| 2000 | 731                  | 994                       | 220,346                | 290,380              |
| 2001 | 734                  | 1,001                     | 224,344                | 291,660              |
| 2002 | 702                  | 958                       | 214,087                | 286,084              |
| 2003 | 692                  | 940                       | 212,138                | 332,627              |
| 2004 | 675                  | 911                       | 207,830                | 261,094              |
|      |                      |                           |                        |                      |
| 2012 | 806                  |                           | 217,570                | 237,534              |
| 2013 | 808                  |                           | 222,075                | 259,607              |
| 2014 | 817                  |                           | 222,993                | 286,011              |
| 2015 | 843                  |                           | 223,549                | 422,611              |
| 2016 | 844                  |                           | 265,495                | 458,276              |
| 2017 | 825                  |                           | 261,698                | 332,882              |
| 2018 | 778                  |                           | 243,303                | 279,497              |
| 2019 | 765                  |                           | 234,813                | 348,475              |
| 2020 | 555                  |                           | 201,979                | 350,706              |
| 2021 | 534                  |                           | 188,400                | 360,486              |

- 民鉄主要統計『年鑑日本の鉄道』1985年、1987年-2007年

## その他
- この路線は新交通システム (AGT) であるが、現地の広告などではしばしばモノレールと表記されている。
- 2008年（平成20年）4月16日から6月30日までの間、山万ユーカリが丘駅を除く5駅の新たな名称を募集した。当初は2008年（平成20年）7月31日に新駅名の発表会や除幕式が予定されていた。しかし、期日までに選考ができないまま発表イベントは延期となっていた。最終的には、2009年（平成21年）4月1日に山万は駅名改称を行わないことを発表。地元住民やユーカリが丘線利用者から「駅名を変えないでほしい」との意見が多数寄せられたことを理由としている[39]。
- 現在は全駅が入口・出口ともに自動改札機が設置されている。1990年代初期までは、入口のみ電気機械による自動改札機で、出口は回転する3本のバーにより入退場を規制する回転式ゲート機によるものとなっており、乗車券はゲート機に据え付けられた箱に投入するだけだった。
- 2016年時点ではユーカリが丘線延伸も考えられている[40]。
- 2015年にイメージキャラクターとして「宮小路さくら」と「海隣寺ゆかり」が制定された[41]。